# Pet de llop
|  | Aquest article tracta sobre el bolet Lycoperdon perlatum. Vegeu-ne altres significats a «Pet de llop (desambiguació)». |

El pet de llop o pet de ca (Lycoperdon perlatum del grec Lycos: llop; pérdon: pet; del llatí perlatus: emperlat) és un bolet comestible de la família de les licoperdàcies (Lycoperdaceae). La varietat Lycoperdon pratense, dita senyals de llop o de ca (Mallorca), té forma de baldufa i la superfície coberta de papil·les, en forma de piràmide.

## Noms populars
També rep els següents noms: veixina de llop, veixinada de llop, pet de vella, pet de monjo, pet de moro, bolet de fum, bufa, bufa de bou, bufa de jai(a), bufa de monja, bufa del dimoni/diable, cul de porc, esclatabufa, llufa (al Rosselló, entre altres llocs), llufa de ca (Vallespir, Capcir), xilla de bou i fumaterra o fumdeterra.

## Descripció
Arrodonit, en forma de bossa com una bombeta elèctrica, d'entre 2 i 5 cm d'alçària. De jove és blanc, recobert de petites i curtes punxes còniques, però en créixer, les va perdent i pren una coloració brunenca. La bossa exterior agafa textura de paper i s'esberla per la part superior (ostíol). En trencar-lo surt un polsim, les espores, i d'aquí ve el seu nom. No té làmines, per aquesta raó li fer el procés d'expulsió.

## Hàbitat
Viu en tota mena de boscos i sòls. Rarament el trobem sol. Molt freqüent des de la primavera fins a final de la tardor.

## Gastronomia
És comestible de jove, quan la gleba és homogènia i blanca. Esdevenen no comestibles a mesura que s'envelleixen: la gleba es torna groguenca, i després es desenvolupa finalment en una massa polsosa d'espores de color verd oliva. Es pot tallar a llesques i fer-lo arrebossat.